# Fauxulidae
Fauxulidae is een familie van weekdieren uit de klasse van de Gastropoda (slakken).

## Taxonomie
De volgende geslachten zijn ingedeeld bij de familie:
- Afriboysidia Zilch, 1939
- Anisoloma Ancey, 1901
- Fauxulella Pilsbry, 1917
- Fauxulus Schaufuss, 1869
  - = Faula H. Adams & A. Adams, 1855
- Tomigerella L. Pfeiffer, 1879